# Navio auxiliar

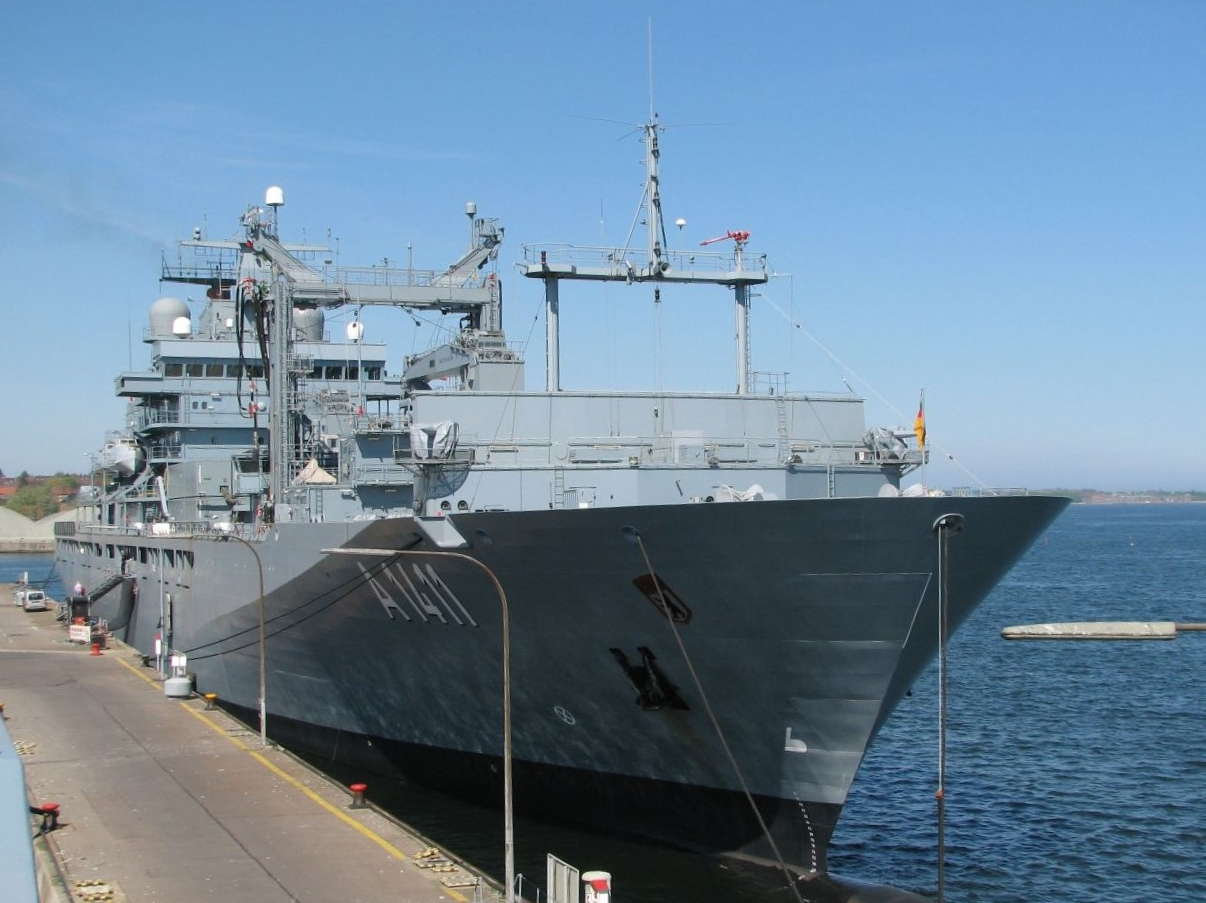
Um navio de suprimentos da Classe Berlin.

Navio Auxiliar é um tipo de navio ou embarcação de apoio.
São aquelas que prestam serviços ou executam tarefas subsidiárias às actividades das marinhas de guerra, e não estão directamente envolvidas em operações militares ou de combate.
O termo Navio Auxiliar é também frequentemente utilizado para designar embarcações requisitadas em tempo de guerra para fazerem transporte de tropas ou equipamentos, embarcações de recreio utilizadas em missões de patrulha e outros serviços.